# 小林優美 (模特兒)
小林优美（1988年11月26日—），东京都人，日本女模特儿、写真偶像，现为Burning Production旗下艺人。
在2008年年底，优美当选2009年的朝日啤酒形象小姐。然后，她将担任该宣传模特儿直到2009年12月。

## 出演

### 杂志
- （德间书店，自从2000年）- 优美是此杂志的模特儿2002年至2005年。
- （Scholar Magazine，2002年）
- 《 No.22》（集英社，2010年）- pp.24-27
- 《周刊YOUNG JUMP No.49》（集英社，2010年）- pp.439-443
- 《 No.47》（集英社，2010年）- pp.95-111
- 《 No.7》（集英社，2011年）- p.1 (封面), pp.5-12
- 《周刊YOUNG JUMP No.11》（集英社，2011年）- p.1 (封面), pp.3-8
- 《Ray》（主妇之友社，自从1988年）- 优美是此杂志的模特儿自从2010年。
- 《周刊YOUNG JUMP No.26》（集英社，2011年）- pp.431-435

### 電視節目
- 《美咲 No.1》（日本电视台，2011年）- 优美扮演Marie小姐。
- （TBS電視，2011年）- 优美扮演富士撫子。
- 《都市传说之女》2012-优美扮演细江真由

### DVD
1. （E-net Frontier，2006年）
2. （GP Museum Soft，2007年）
3. （Trico，2008年）

## 外部連結
- 所屬事務所的官方網頁 （日語）
- 小林優美的官方部落格 （页面存档备份，存于） （日語） - 自從2010年4月